# Phyllachora buettneriae
Phyllachora buettneriae är en svampart som beskrevs av F. Stevens 1931. Phyllachora buettneriae ingår i släktet Phyllachora och familjen Phyllachoraceae.   Inga underarter finns listade i Catalogue of Life.